# Saint-Tugdual
Saint-Tugdual település Franciaországban, Morbihan megyében. Lakosainak száma 375 fő (2022. január 1.). Saint-Tugdual Plouray, Ploërdut, Le Croisty és Priziac községekkel határos.

## Népesség
A település népessége az elmúlt években az alábbi módon változott:
| Lakosok száma | 638  | 525  | 444  | 393  | 389  | 374  | 370  | 369  | 369  | 375  |
|               | 1968 | 1982 | 1990 | 2006 | 2013 | 2015 | 2017 | 2019 | 2020 | 2022 |